# Le Maisnil
Pour les articles homonymes, voir Mesnil.
Le Maisnil [lə mɛnil] est une commune française située dans le département du Nord (59), en région Hauts-de-France. Le Maisnil faisait partie de la communauté de communes de Weppes, en Flandre française, qui a choisi de rejoindre la Métropole Européenne de Lille en 2017.

## Géographie

### Communes limitrophes

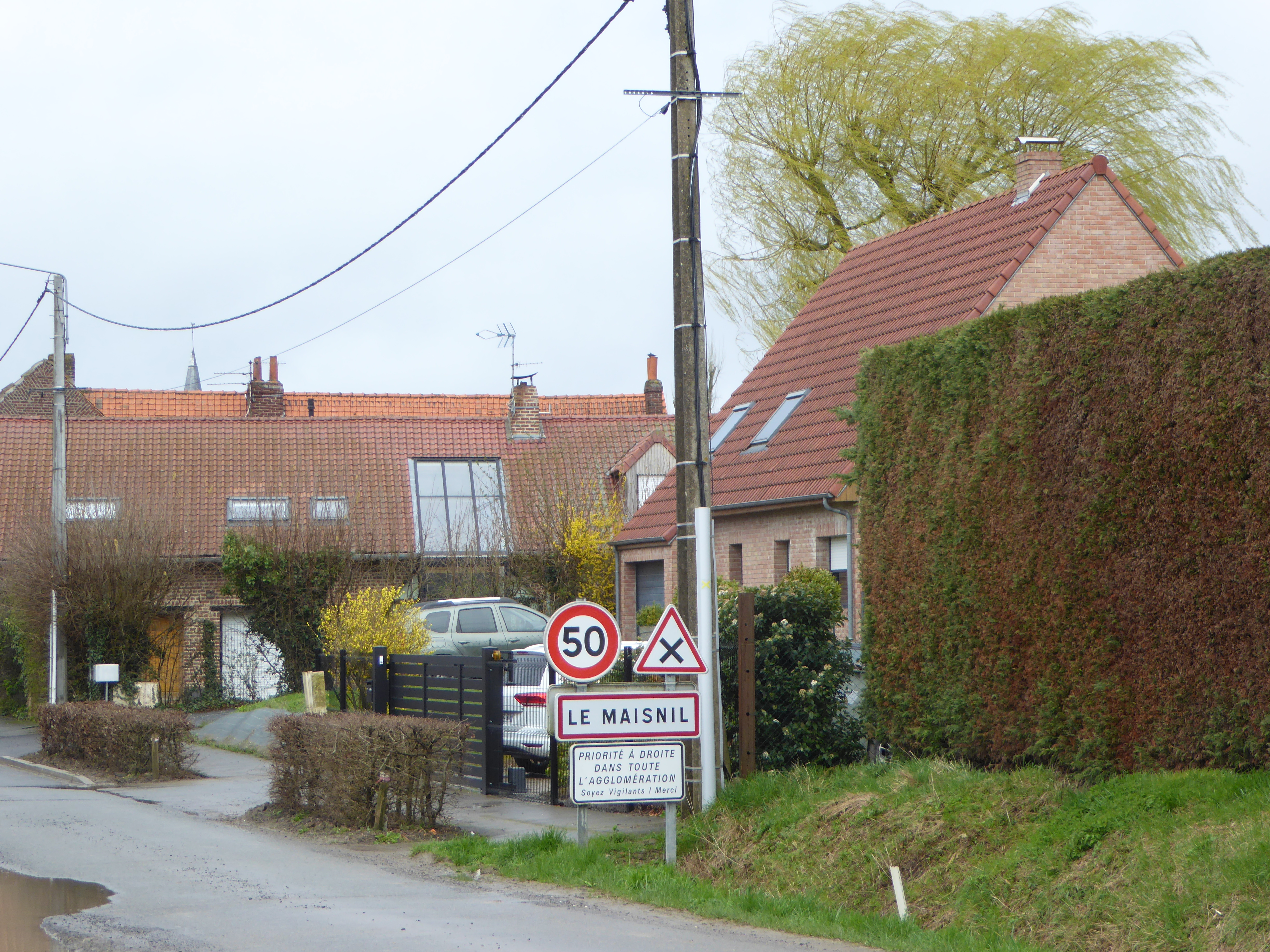
Entrée dans Le Maisnil.

| Fleurbaix | Bois-Grenier      | Radinghem-en-Weppes |
| Fromelles | Maisnil           | Beaucamps-Ligny     |
|           | Fournes-en-Weppes |                     |

### Hydrographie

#### Réseau hydrographique
La commune est située dans le bassin Artois-Picardie. Elle est drainée par le Courant de Walmonchy et divers autres petits cours d'eau,.

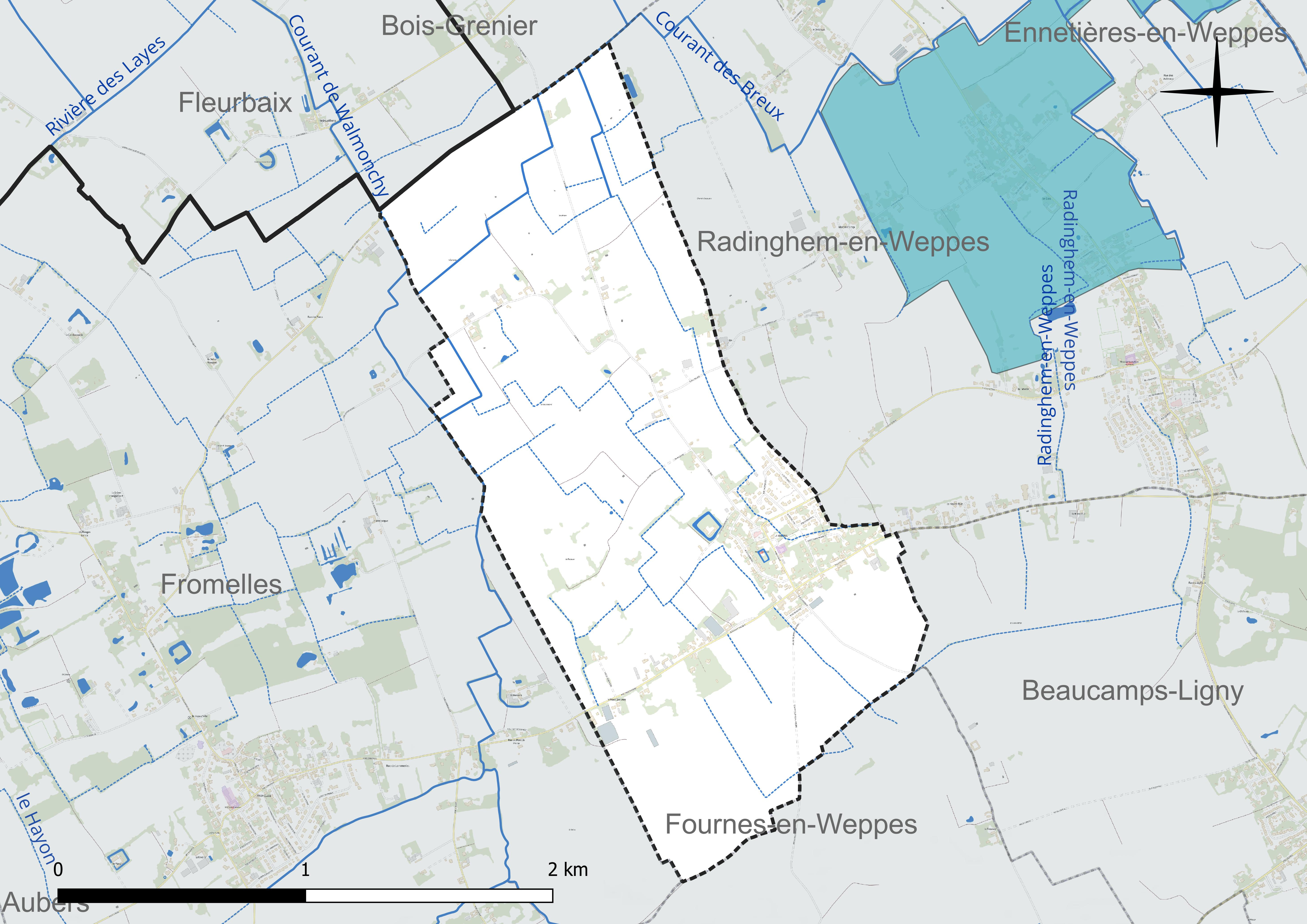
Réseau hydrographique du Maisnil.

#### Gestion et qualité des eaux
Le territoire communal est couvert par le schéma d'aménagement et de gestion des eaux (SAGE) « Lys ». Ce document de planification concerne un territoire de 1 835 km2 de superficie, délimité par le bassin versant de la Lys. Le périmètre a été arrêté le 29 mai 1995 et le SAGE proprement dit a été approuvé le 6 août 2010, puis révisé le 20 septembre 2019. La structure porteuse de l'élaboration et de la mise en œuvre est le syndicat mixte pour l'élaboration du SAGE de la Lys (SYMSAGEL). 
La qualité des cours d'eau peut être consultée sur un site dédié géré par les agences de l'eau et l'Agence française pour la biodiversité. 

### Climat
Pour des articles plus généraux, voir Climat des Hauts-de-France et Climat du Nord.
En 2010, le climat de la commune est de type climat océanique dégradé des plaines du Centre et du Nord, selon une étude du CNRS s'appuyant sur une série de données couvrant la période 1971-2000. En 2020, Météo-France publie une typologie des climats de la France métropolitaine dans laquelle la commune est exposée à un climat océanique et est dans la région climatique  Nord-est du bassin Parisien, caractérisée par un ensoleillement médiocre, une pluviométrie moyenne régulièrement répartie au cours de l'année et un hiver froid (3 °C). 
Pour la période 1971-2000, la température annuelle moyenne est de 10,5 °C, avec une amplitude thermique annuelle de 14,1 °C. Le cumul annuel moyen de précipitations est de 685 mm, avec 12,5 jours de précipitations en janvier et 8,6 jours en juillet. Pour la période 1991-2020, la température moyenne annuelle observée sur la station météorologique la plus proche, située sur la commune de Lesquin à 16 km à vol d'oiseau, est de 11,3 °C et le cumul annuel moyen de précipitations est de 740,0 mm,. Pour l'avenir, les paramètres climatiques de la commune estimés pour 2050 selon différents scénarios d'émission de gaz à effet de serre sont consultables sur un site dédié publié par Météo-France en novembre 2022.

## Urbanisme

### Typologie
Au 1er janvier 2024, Le Maisnil est catégorisée bourg rural, selon la nouvelle grille communale de densité à sept niveaux définie par l'Insee en 2022.
Elle appartient à l'unité urbaine de Radinghem-en-Weppes, une agglomération intra-départementale regroupant trois  communes, dont elle est une commune de la banlieue,,. Par ailleurs la commune fait partie de l'aire d'attraction de Lille (partie française), dont elle est une commune de la couronne,. Cette aire, qui regroupe 201 communes, est catégorisée dans les aires de 700 000 habitants ou plus (hors Paris),.

### Occupation des sols
L'occupation des sols de la commune, telle qu'elle ressort de la base de données européenne d'occupation biophysique des sols Corine Land Cover (CLC), est marquée par l'importance des territoires agricoles (89,5 % en 2018), en diminution par rapport à 1990 (93 %). La répartition détaillée en 2018 est la suivante : 
terres arables (86,4 %), zones urbanisées (10,5 %), prairies (3,1 %). L'évolution de l'occupation des sols de la commune et de ses infrastructures peut être observée sur les différentes représentations cartographiques du territoire : la carte de Cassini (XVIIIe siècle), la carte d'état-major (1820-1866) et les cartes ou photos aériennes de l'IGN pour la période actuelle (1950 à aujourd'hui).

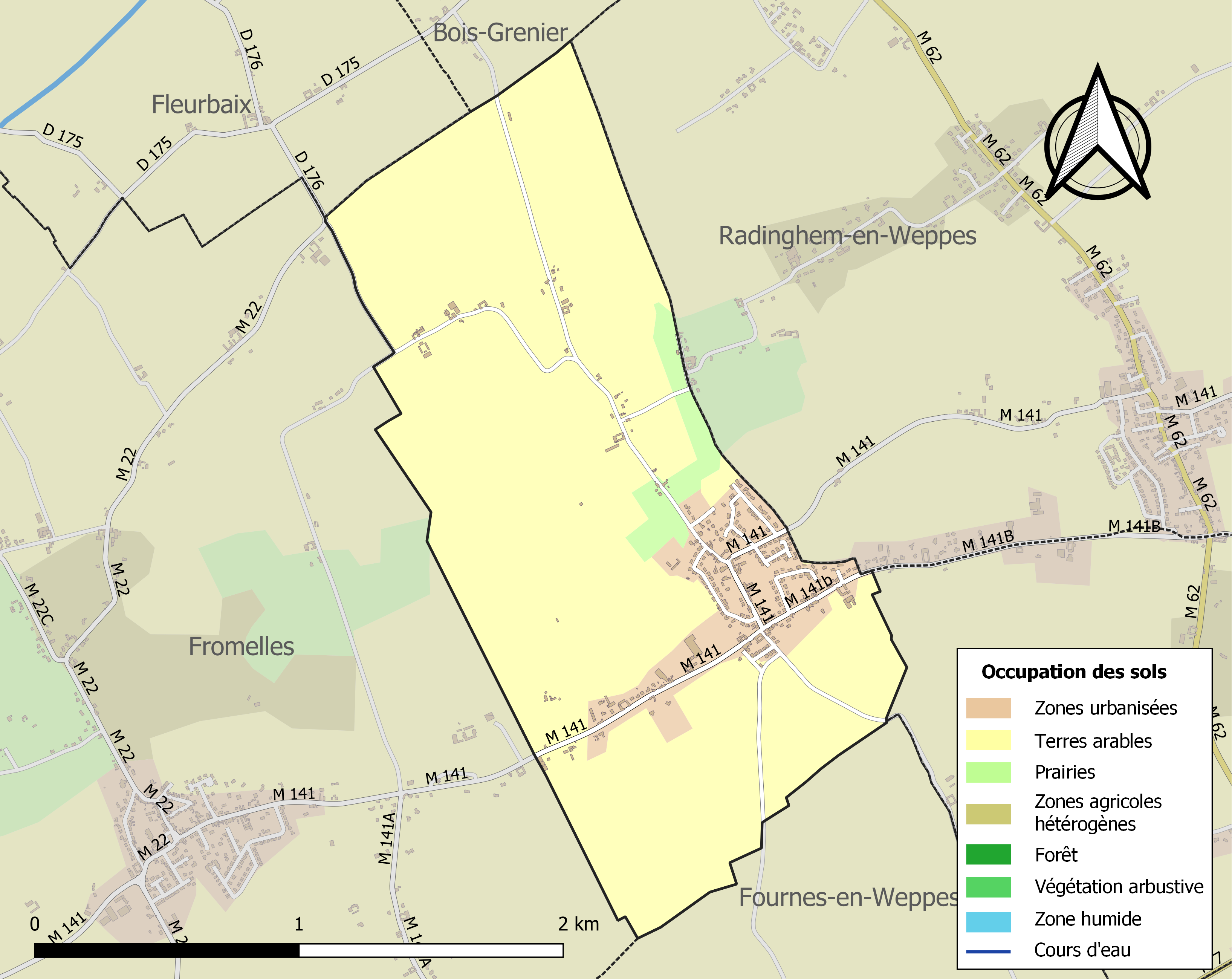
Carte des infrastructures et de l'occupation des sols de la commune en 2018 (CLC).

### Voies de communication et transports
La commune est desservie, en 2023, par la ligne 62 et par les lignes de transport à la demande 22R, 25R, 29R, 62R et 74R du réseau Ilévia.

## Toponymie
- D'autres Maisnil, Mesnil, Ménil et l'explication du toponyme : Mesnil.

## Histoire
Avant la Révolution française, Le Maisnil est le siège d'une seigneurie. Au XVIIIe siècle, elle est détenue par la famille Ingiliard.
Édouard II Ingiliard (     -1745), fils d'Édouard Ier (1620-après 1703), seigneur des Wattines sur Linselles et du Plouy, et de Marie Catherine Fruict (1642-1714), est écuyer, seigneur de Maisnil,Fromelles, des Wattines, de la Mairie, du Plouich à Pérenchies. Il devient bourgeois de Lille le 16 janvier 1698. Il est créé chevalier le 3 février 1719. Il meurt à Lille le 11 juillet 1745. Il épouse à Lille le 1er octobre 1697 Marie Catherine de Fourmestraux (1680-1723), fille de Paul, écuyer, seigneur de Canteleu, et de Jeanne Claire de Blondel. Elle nait à Lille en septembre 1680 (baptisée le 21 septembre 1680) et y meurt le 26 juin 1723. 
Édouard Paul Ingiliard (1698-1751), fils d'Édouard II, chevalier, seigneur de Fromelles, du Maisnil, de la Mairie, nait à Lille en juillet 1698 (baptisé le 31 juillet 1698). Il est bailli des États de Lille, Douai, Orchies, bourgeois de Lille le 20 octobre 1741. il meurt à Lille le 1er octobre 1751. Il se marie à Lille le5 juillet 1739 avec Marie Joseph Françoise Aulent (1718-1747), dame de la Tour et de la Longuerie, fille de Pierre Alexandre, écuyer, seigneur de la Longuerie et de Marie Marguerite Chauwin. Elle nait à Lille en février 1718 (baptisée le 12 février 1718), et y meurt le 2 septembre 1747. 

## Héraldique
|  | Les armes du Maisnil se blasonnent ainsi : « D'azur à l'écusson d'argent en abîme, accompagné de sept merlettes du même mises en orle. » |

## Politique et administration
Maire de 1802 à 1807 : D. M. Bartier,.
Maire en 1881 : Partier.
| Période                                  | Période   | Identité                 | Étiquette | Qualité |
| ---------------------------------------- | --------- | ------------------------ | --------- | ------- |
| mars 1989                                | mars 2001 | Marie-Thérèse Boulinguez | Aucun     |         |
| mars 2001                                | mai 2025  | Michel Borrewater        | Aucun     |         |
| Les données manquantes sont à compléter. |           |                          |           |         |

## Population et société

### Démographie

#### Évolution démographique
L'évolution du nombre d'habitants est connue à travers les recensements de la population effectués dans la commune depuis 1793. Pour les communes de moins de 10 000 habitants, une enquête de recensement portant sur toute la population est réalisée tous les cinq ans, les populations de référence des années intermédiaires étant quant à elles estimées par interpolation ou extrapolation. Pour la commune, le premier recensement exhaustif entrant dans le cadre du nouveau dispositif a été réalisé en 2008.

En 2022, la commune comptait 628 habitants, en évolution de −2,33 % par rapport à 2016 (Nord : +0,51 %, France hors Mayotte : +2,11 %).
| 1793 | 1800 | 1806 | 1821 | 1831 | 1836 | 1841 | 1846 | 1851 |
| ---- | ---- | ---- | ---- | ---- | ---- | ---- | ---- | ---- |
| 600  | 623  | 659  | 647  | 668  | 623  | 589  | 558  | 509  |

| 1856 | 1861 | 1866 | 1872 | 1876 | 1881 | 1886 | 1891 | 1896 |
| ---- | ---- | ---- | ---- | ---- | ---- | ---- | ---- | ---- |
| 505  | 518  | 517  | 486  | 472  | 458  | 460  | 501  | 434  |

| 1901 | 1906 | 1911 | 1921 | 1926 | 1931 | 1936 | 1946 | 1954 |
| ---- | ---- | ---- | ---- | ---- | ---- | ---- | ---- | ---- |
| 459  | 410  | 400  | 246  | 269  | 256  | 258  | 257  | 278  |

| 1962 | 1968 | 1975 | 1982 | 1990 | 1999 | 2006 | 2008 | 2013 |
| ---- | ---- | ---- | ---- | ---- | ---- | ---- | ---- | ---- |
| 287  | 286  | 327  | 498  | 527  | 561  | 538  | 532  | 637  |

| 2018 | 2022 | - | - | - | - | - | - | - |
| ---- | ---- | - | - | - | - | - | - | - |
| 642  | 628  | - | - | - | - | - | - | - |

#### Pyramide des âges
La population de la commune est relativement jeune.
En 2018, le taux de personnes d'un âge inférieur à 30 ans s'élève à 33,7 %, soit en dessous de la moyenne départementale (39,5 %). À l'inverse, le taux de personnes d'âge supérieur à 60 ans est de 24,8 % la même année, alors qu'il est de 22,5 % au niveau départemental.
En 2018, la commune comptait 314 hommes pour 328 femmes, soit un taux de 51,09 % de femmes, légèrement inférieur au taux départemental (51,77 %).
Les pyramides des âges de la commune et du département s'établissent comme suit:
| Hommes | Classe d’âge | Femmes |
| ------ | ------------ | ------ |
| 0,3    | 90 ou +      | 0,3    |
| 7,3    | 75-89 ans    | 4,9    |
| 17,5   | 60-74 ans    | 19,2   |
| 25,8   | 45-59 ans    | 23,5   |
| 18,5   | 30-44 ans    | 15,5   |
| 11,5   | 15-29 ans    | 16,8   |
| 19,1   | 0-14 ans     | 19,8   |

| Hommes | Classe d’âge | Femmes |
| ------ | ------------ | ------ |
| 0,5    | 90 ou +      | 1,4    |
| 5,3    | 75-89 ans    | 8,1    |
| 14,8   | 60-74 ans    | 16,2   |
| 19,1   | 45-59 ans    | 18,4   |
| 19,5   | 30-44 ans    | 18,7   |
| 20,7   | 15-29 ans    | 19,1   |
| 20,2   | 0-14 ans     | 18     |

## Lieux et monuments
Un restaurant "Le Maisnil Mon Temps" https://www.lemaisnilmontemps.fr/ qui est un restaurant typique du Nord.

## Personnalités liées à la commune
- Maxence Cappelle (Mort en 2020) : vidéaste web, connu sous le pseudonyme d'E-dison[27].

## Pour approfondir